# Filipe Gomes
Filipe Gomes, volledige naam Filipe Gomes Ribeiro (Rio de Janeiro, 28 mei 1987) is een Braziliaans voetballer die uitkomt voor het Braziliaanse Boavista SC. In het verleden kwam hij onder meer uit voor AS Roma, Como Calcio en Perugia Calcio. Filipe is een centrale middenvelder.

## Statistieken
| seizoen | club              | land   | competitie          | wed. | goals |
| ------- | ----------------- | ------ | ------------------- | ---- | ----- |
| 2008/09 | AS Roma           | ITA    | Serie A             | 4    | 0     |
| 2009/10 | AC Siena          | ITA    | Serie A             | 0    | 0     |
| 2010/11 | → Como Calcio     | ITA    | Prima Divisione     | 26   | 2     |
| 2011/12 | → AS Varese 1910  | ITA    | Serie B             | 14   | 0     |
| 2012/13 | → AS Varese 1910  | ITA    | Serie B             | 30   | 1     |
| 2013/14 | Perugia Calcio    | ITA    | Prima Divisione     | 27   | 1     |
| 2014/15 | → US Lecce        | ITA    | Prima Divisione     | 21   | 0     |
| 2015/16 | → Partizan Tirana | ALB    | Kategoria Superiore | 10   | 0     |
| 2016/17 | Calcio Padova     | ITA    | Prima Divisione     | 10   | 0     |
| 2016/17 | Boavista SC       | BRA    | Campeonato Carioca  | ?    | ?     |
| Totaal  | Totaal            | Totaal | Totaal              | 142  | 4     |

.